# Iluzionista (film, 2010)
Iluzionista (v originále The Illusionist) je britsko-francouzský animovaný film z roku 2002, který režíroval Sylvain Chomet. Snímek měl světovou premiéru na filmovém festivalu v Berlíně dne 16. února 2010.

## Děj
Koncem 50. let se svět hudebních sálů chýlí ke svému konci. Starý iluzionista se považuje za končícího umělce a opouští pařížské divadelní sály, aby zkusil nové štěstí v Londýně, ale situace je bohužel stejná i ve Spojeném království. Nadále vystupuje v malých divadlech a barech. Jednoho dne potká v hospodě ve skotské vesnici mladou dívku jménem Alice, která si ho splete se skutečným kouzelníkem.

## Obsazení
| Jean-Claude Donda | Tatischeff, starý kouzelník |
| Edith Rankin      | Alice                       |

## Ocenění
- Evropské filmové ceny: nejlepší animovaný film
- National Board of Review: Spotlight Award
- New York Film Critics Circle Awards: nejlepší animovaný film
- César: nejlepší animovaný film
- Britské nezávislé filmové ceny: nominace na nejlepší
- Chicago Film Critics Association: nominace na nejlepší animovaný film
- Las Vegas Film Critics Society Awards: nominace na nejlepší animovaný film
- Mezinárodní filmový festival Mar del Plata: nominace na nejlepší film
- San Diego Film Critics Society Awards: nominace na nejlepší animovaný film
- Satellite Award: nominace na nejlepší animovaný film
- Zlaté glóby: nominace na nejlepší animovaný film
- Oscar: nominace na nejlepší animovaný film
- Broadcast Film Critics Association Awards: nominace na nejlepší animovaný film
- Annie Awards: nominace na nejlepší animovaný film
- Online Film Critics Society Awards: nominace na nejlepší animovaný film